# クラヴァリアーナ
クラヴァリアーナ（伊: Cravagliana）は、イタリア共和国ピエモンテ州ヴェルチェッリ県にある、人口約300人の基礎自治体（コムーネ）。

## 地理

### 位置・広がり
| 隣接するコムーネは以下の通り。括弧内のVBはヴェルバーノ・クジオ・オッソラ県所属を示す。 - バルムッチア - チェルヴァット - フォベッロ - リメッラ - ロッサ - サッビア - ヴァルストローナ (VB) - ヴァラッロ・セージア - ヴォッカ |

## 行政

### 分離集落
クラヴァリアーナには、以下の分離集落（フラツィオーネ）がある。
- Bocciolaro, Brugaro, Brugarolo, Canera, Colla, Dietro Sella, Ferrera, Giavinali, Grassura, Gula, Meula, Molino-Bellaria, Nosuggio, Ordrovago, Pianaronda, Roncaccio, Saliceto, Sassello Inferiore, Sassello Superiore, Selva, Valbella Inferiore, Valbella Superiore, Voj